# Mozuku

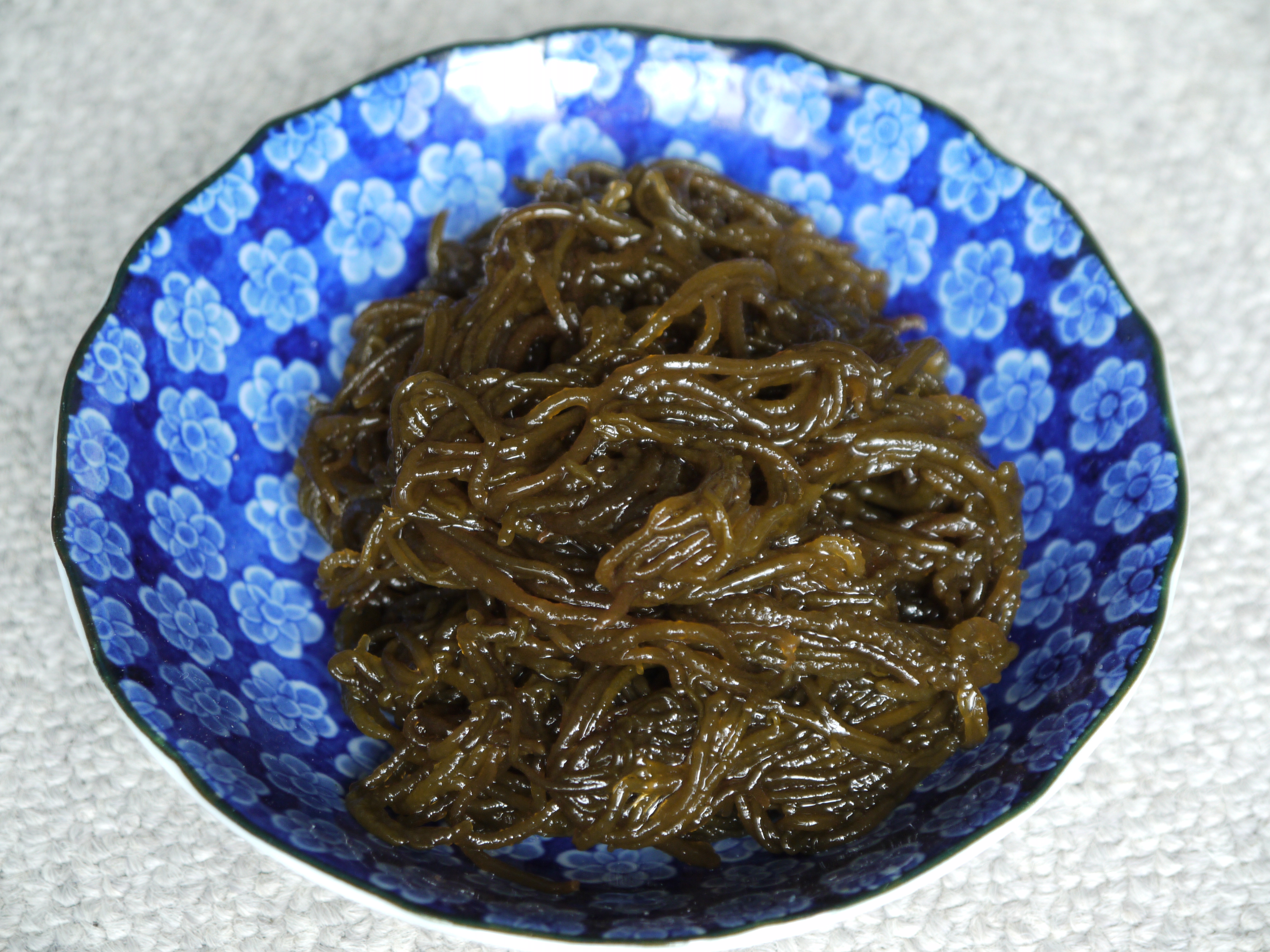

Mozuku là một thuật ngữ chỉ chung các loại tảo nâu Nhật Bản thuộc họ Chordariaceae, được sử dụng làm thực phẩm. Chúng bao gồm ito-mozuku (Nemacystus decipiens ),   Okinawa mozuku ( Cladosiphon okamuranus ),   ishi-mozuku ( Sphaerotrichia divaricata )  và futo mozuku ( Tinocladia crassa ). Đôi khi loài thực vật có hoa thủy sinh như Hydrilla verticillata (còn gọi là rong gai) cũng được gọi là Mozuku. 